# 亚当·弗朗齐歇克·科拉尔

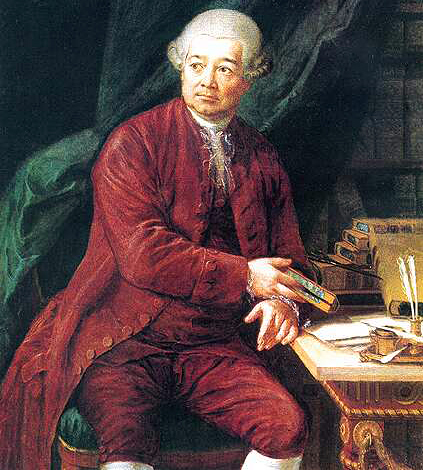
亚当·弗朗齐歇克·科拉尔

亚当·弗朗齐歇克·科拉尔 （1718年–1783年）是斯洛伐克人，法学家。他创造了民族学一词，并在1783年给出了民族學的定义。亚当·弗朗齐歇克·科拉尔還要求废除农奴制、对贵族征税以及支持宗教自由。玛丽亚·特蕾西亚的改革受到亚当·弗朗齐歇克·科拉尔的影響。